# Vladimír Jarý
Vladimír Jarý (Litvínov, 2 gennaio 1947) è un ex pallamanista ceco, fino al 1992 cecoslovacco.

## Palmarès

### Olimpiadi
- 1 medaglia:
  - 1 argento (Monaco di Baviera 1972)